# Zinédine Machach
Zinédine Machach (Marseille, 5 januari 1996) is een Frans voetballer die bij voorkeur als centrale middenvelder speelt. In de zomer van 2023 verruilde hij Ionikos voor Melbourne Victory.

## Clubcarrière
Machach speelde in de jeugd van achtereenvolgens AS Cannes, Olympique Marseille en Toulouse. Hij debuteerde op 23 mei 2015 op de laatste speeldag van het seizoen 2014/15 in de Ligue 1, thuis tegen OGC Nice. Zijn eerste basisplaats volgde op 31 oktober 2015 in een competitiewedstrijd tegen Montpellier HSC. Machach bedankte coach Dominique Arribagé met zijn eerste competitietreffer. Hij maakte na 39 minuten het openingsdoelpunt van Jérôme Roussillon ongedaan. Machach  speelde op 28 november 2015 thuis tegen OGC Nice voor het eerst een volledige wedstrijd uit. Toulouse verhuurde Machach gedurende het seizoen 2016/17 aan Olympique Marseille.
Hij liet in oktober 2017 zijn contract ontbinden en tekende drie maanden later een contract tot medio 2022 bij Napoli, dat hem transfervrij inlijfde. Napoli verhuurde hem in eigen land achtereenvolgens aan de Serie B clubs Carpi, Crotone en Cosenza, alvorens hij op 1 oktober 2020 naar Nederland verkaste. De middenvelder werd nu uitgeleend aan VVV-Venlo dat tevens een optie tot koop bedong. Machach dwong er een basisplaats en leverde zes assists af, maar kwam niet tot scoren tijdens zijn verblijf bij de Venlose eredivisionist. In mei 2021 werd hij voor één wedstrijd geschorst na een verbale bedreiging aan het adres van Ajacied Devyne Rensch. Na de degradatie in 2021 besloot VVV de optie tot koop niet te lichten en na een seizoen alweer afscheid van hem te nemen. Eind augustus 2021 werd Machach voor een vijfde keer door Napoli verhuurd, ditmaal aan Budapest Honvéd FC. In juli 2022 tekende Machach een tweejarig contract bij het Griekse Ionikos dat het transfervrij overnam van Napoli. Een jaar later verliet hij Ionikos alweer na de degradatie uit de Super League. De Fransman tekende begin augustus 2023 een overenkomst voor een jaar bij Melbourne Victory.

## Carrièrestatistieken

#### Beloften
| Seizoen                         | Club                  | Competitie             | Competitie | Competitie | Beker | Beker | Internationaal1 | Internationaal1 | Overig2 | Overig2 | Totaal | Totaal |
| Seizoen                         | Club                  | Competitie             | Wed.       | Dlp.       | Wed.  | Dlp.  | Wed.            | Dlp.            | Wed.    | Dlp.    | Wed.   | Dlp.   |
| ------------------------------- | --------------------- | ---------------------- | ---------- | ---------- | ----- | ----- | --------------- | --------------- | ------- | ------- | ------ | ------ |
| 2014/15                         | Toulouse B            | CFA 2                  | 19         | 0          | —     | —     | —               | —               | —       | —       | 19     | 0      |
| 2015/16                         | Toulouse B            | CFA 2                  | 5          | 0          | —     | —     | —               | —               | —       | —       | 5      | 0      |
| 2016/17                         | Olympique Marseille B | CFA                    | 8          | 0          | —     | —     | —               | —               | —       | —       | 8      | 0      |
| 2017/18                         | Toulouse B            | Championnat National 3 | 1          | 0          | —     | —     | —               | —               | —       | —       | 1      | 0      |
| Totaal beloften                 | Totaal beloften       | Totaal beloften        | 33         | 0          | 0     | 0     | 0               | 0               | 0       | 0       | 33     | 0      |
| Bijgewerkt op 23 september 2020 |                       |                        |            |            |       |       |                 |                 |         |         |        |        |

#### Senioren
| Seizoen                                | Club                | Competitie        | Competitie | Competitie | Beker | Beker | Internationaal1 | Internationaal1 | Overig2 | Overig2 | Totaal | Totaal |
| Seizoen                                | Club                | Competitie        | Wed.       | Dlp.       | Wed.  | Dlp.  | Wed.            | Dlp.            | Wed.    | Dlp.    | Wed.   | Dlp.   |
| -------------------------------------- | ------------------- | ----------------- | ---------- | ---------- | ----- | ----- | --------------- | --------------- | ------- | ------- | ------ | ------ |
| 2014/15                                | Toulouse            | Ligue 1           | 1          | 0          | 0     | 0     | —               | —               | 0       | 0       | 1      | 0      |
| 2015/16                                | Toulouse            | Ligue 1           | 16         | 1          | 1     | 0     | —               | —               | 4       | 0       | 21     | 1      |
| 2016/17                                | Olympique Marseille | Ligue 1           | 10         | 0          | 1     | 0     | —               | —               | 1       | 1       | 12     | 1      |
| 2017/18                                | Toulouse            | Ligue 1           | 4          | 1          | 0     | 0     | —               | —               | 0       | 0       | 4      | 1      |
| 2017/18                                | Napoli              | Serie A           | 0          | 0          | 0     | 0     | 0               | 0               | —       | —       | 0      | 0      |
| 2018/19                                | Carpi               | Serie B           | 10         | 0          | 1     | 0     | —               | —               | —       | —       | 11     | 0      |
| 2018/19                                | Crotone             | Serie B           | 15         | 0          | 0     | 0     | —               | —               | —       | —       | 15     | 0      |
| 2019/20                                | Cosenza             | Serie B           | 18         | 1          | 0     | 0     | —               | —               | —       | —       | 18     | 1      |
| 2020/21                                | VVV-Venlo           | Eredivisie        | 24         | 0          | 5     | 0     | —               | —               | —       | —       | 29     | 0      |
| 2021/22                                | Honvéd FC           | Nemzeti Bajnokság | 21         | 3          | 3     | 0     | —               | —               | —       | —       | 24     | 3      |
| 2022/23                                | Ionikos             | Super League      | 23         | 2          | 1     | 0     | —               | —               | —       | —       | 24     | 2      |
| 2023/24                                | Melbourne Victory   | A-League          | 29         | 7          | 0     | 0     | —               | —               | —       | —       | 29     | 7      |
| 2024/25                                | Melbourne Victory   | A-League          | 8          | 2          | 5     | 0     | —               | —               | —       | —       | 13     | 2      |
| Totaal senioren                        | Totaal senioren     | Totaal senioren   | 179        | 17         | 17    | 0     | 0               | 0               | 5       | 1       | 201    | 18     |
| Carrière totaal                        | Carrière totaal     | Carrière totaal   | 212        | 17         | 17    | 0     | 0               | 0               | 5       | 1       | 234    | 18     |
| Bijgewerkt tot en met 25 december 2024 |                     |                   |            |            |       |       |                 |                 |         |         |        |        |

Noten
1Continentale wedstrijden, te weten de UEFA Europa League.
2Overige officiële wedstrijden, te weten de Coupe de la Ligue.

## Trivia
Machach deelt zijn voornaam, geboorteplaats (Marseille) en Algerijnse afkomst met Zinédine Zidane. Vanwege zijn Marokkaanse vader en Algerijnse moeder beschikt de geboren Fransman over drie nationaliteiten. In 2018 maakte hij aan de toenmalig Marokkaanse bondscoach Hervé Renard zijn voorkeur voor Marokko bekend.